# Сосна гірська Жереп (пам'ятка природи, хребет Чорна Клева)
Сосна́ гірська́ Же́реп — ботанічна пам'ятка природи місцевого значення в Україні. Розташована в межах Рахівського району Закарпатської області, на південний захід від смт Ясіня. 
Площа 2 га. Статус надано згідно з рішенням облвиконкому від 23.10.1984 року № 253 (увійшла до складу Карпатського біосферного заповідника згідно з рішенням від 30.05.1990 року № 119). Перебуває у віданні Карпатського біосферного заповідника. 
Статус надано з метою збереження місць зростання сосни гірської (жереп). 